# Platygaster pedasus
Platygaster pedasus is een vliesvleugelig insect uit de familie van de Platygastridae. De wetenschappelijke naam van de soort is voor het eerst geldig gepubliceerd in 1835 door Walker.